# خرگوش بی‌دم آلپی
خرگوش بی‌دم آلپی (نام علمی: Ochotona alpina) نام یک گونه از سرده خرگوش بی‌دم است.